# Dallas Rockets
El Dallas Rockets fue un equipo de fútbol de los Estados Unidos que alguna vez formó parte de la USISL.

## Historia
Fue fundado en el año 1989 en el suburbio de Richardson, Texas. originalmente como un equipo de fútbol indoor, pero en el año 1991/92 ingresaron al fútbol con el nombre North Texas Mid-Cities Flyers, el cual solo usaron un año debido a que retornaron a su nombre anterior y se desempeñaron en ambas secciones de fútbol, teníendo más éxito en su sección de fútbol indoor. Su mayor logro con su sección de fútbol fue alcanzar la final de la US Open Cup, aunque lo hicieron bajo el nombre Richardson Rockets.
A nivel internacional participaron en la Copa de Campeones de la Concacaf 1992, en la cual fueron eliminados en la segunda ronda por el Club América de México, siendo uno de los equipos no profesionales de los Estados Unidos que han tenido una buena participación a nivel internacional.
El equipo desapareció oficialmente en el año 1994.

## Palmarés

### Fútbol
- US Open Cup: 0
  - Finalista: 1

1992

### Fútbol Indoor
- SISL: 1

1991

## Participación en competiciones de la Concacaf
| Temporada | Torneo                           | Ronda   | Club                   | Casa | Visita | Global |
| --------- | -------------------------------- | ------- | ---------------------- | ---- | ------ | ------ |
| 1992      | Copa de Campeones de la Concacaf | Norte 1 | Cemcol-Crown           | 1-0  | 2-1    | 3-1    |
| 1992      | Copa de Campeones de la Concacaf | Norte 2 | Hamilton International | 4-0  | 2-1    | 6-1    |
| 1992      | Copa de Campeones de la Concacaf | 1       | Tauro FC               | 3-1  | 2-2    | 5-3    |
| 1992      | Copa de Campeones de la Concacaf | 2       | Club América           | 1-2  | 1-5    | 2-7    |

## Jugadores destacados
| - Diego Castro - Eric Dade - Mark Francis - Brian Hall - John Hedlund - Stefan Hiller - Dave Hudgell - Patrick Krejs - Kenny Latham - Mark Dominy - Willie Molano | - Mike O'Toole - Billy Pettigrew - Eddie Radwanski - Eloy Salgado - Roderick Scott - Tim Treviño - Frankie Vélez - Lynn Venable - Thomas Woolley - Gary Young - Michael O'Toole |